# St.-Marien-Kirche (Herrensohr)

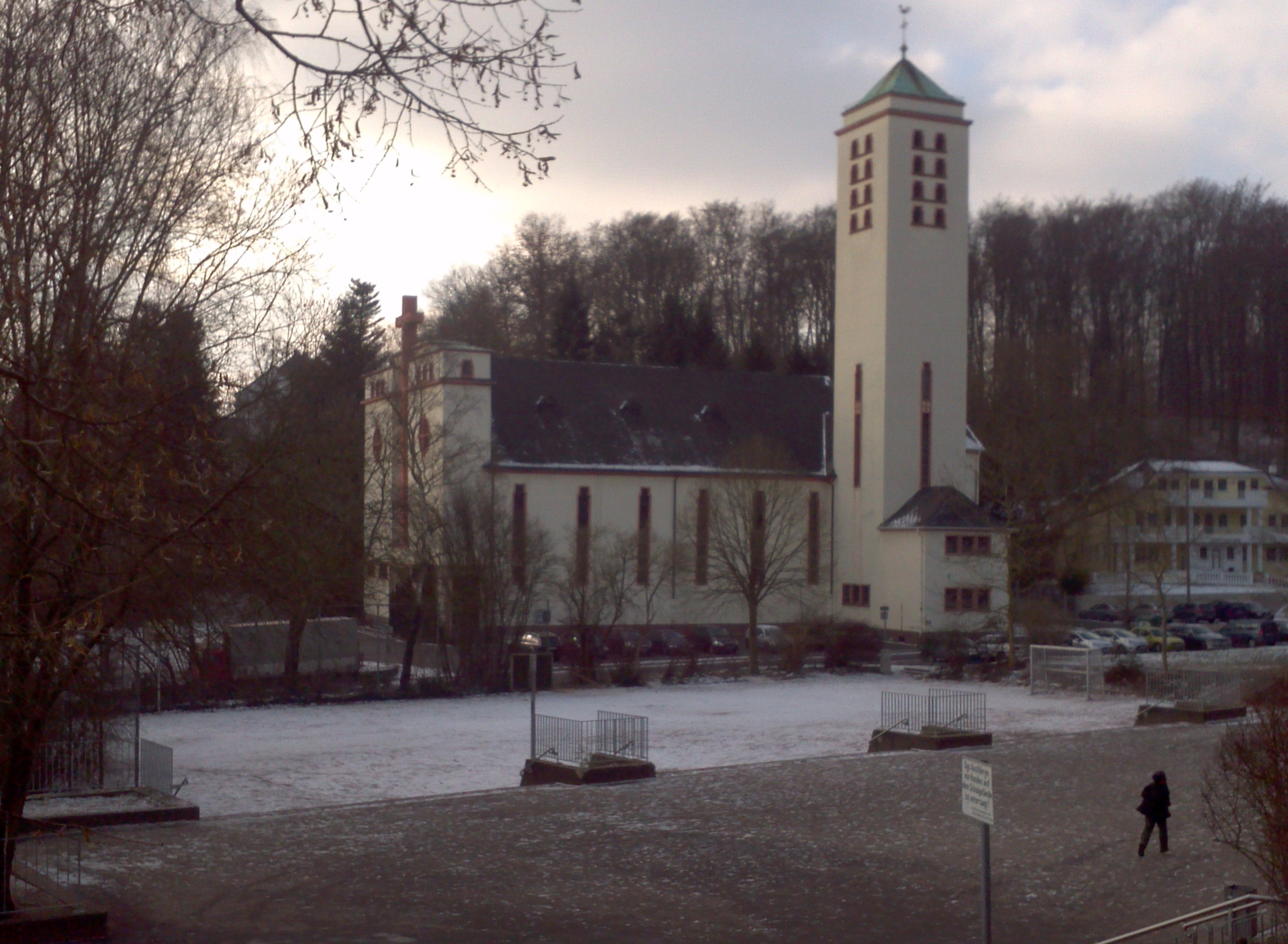
St. Marien in Herrensohr vom Schulhof aus gesehen

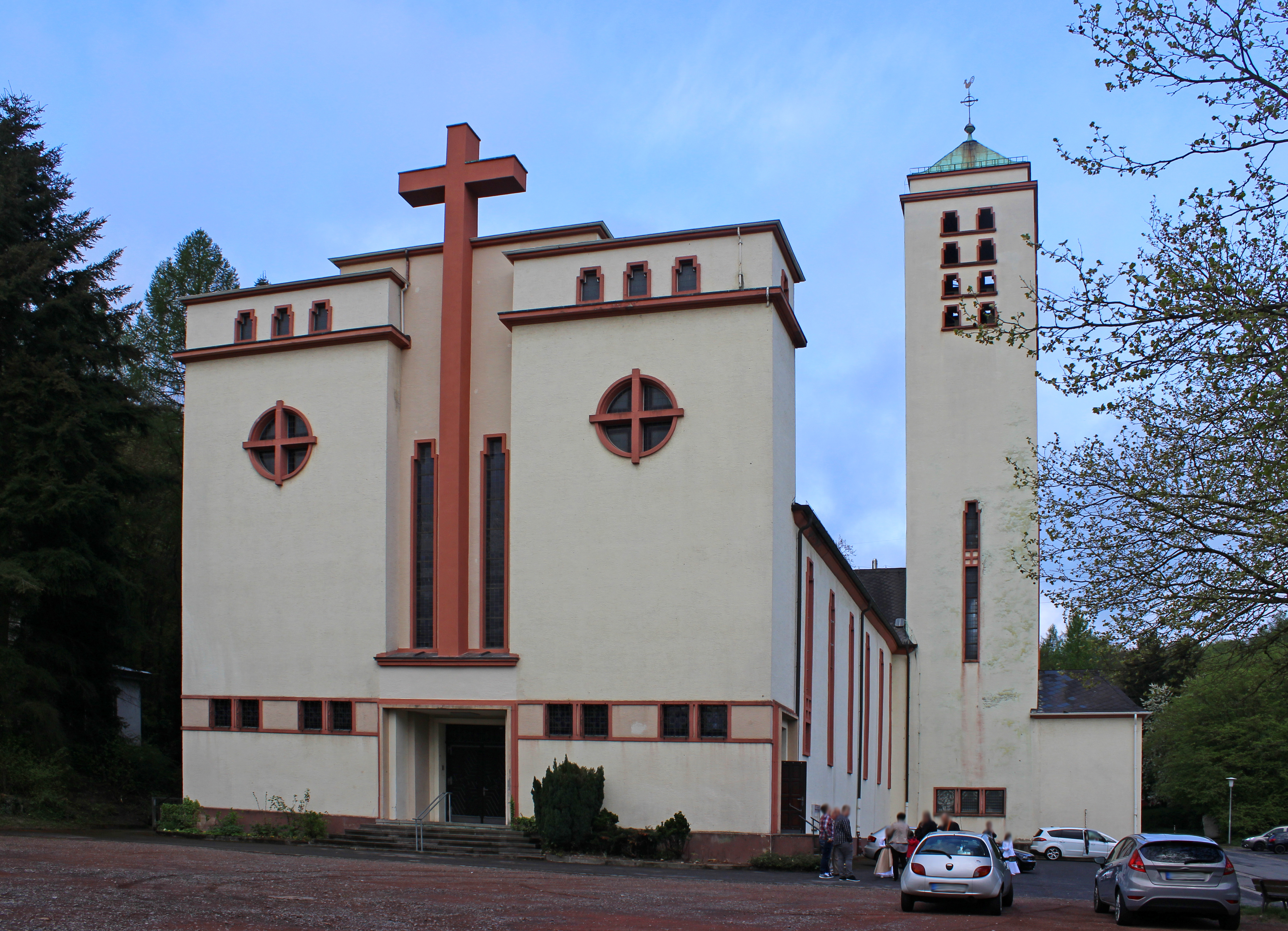
Weitere Ansicht der Kirche

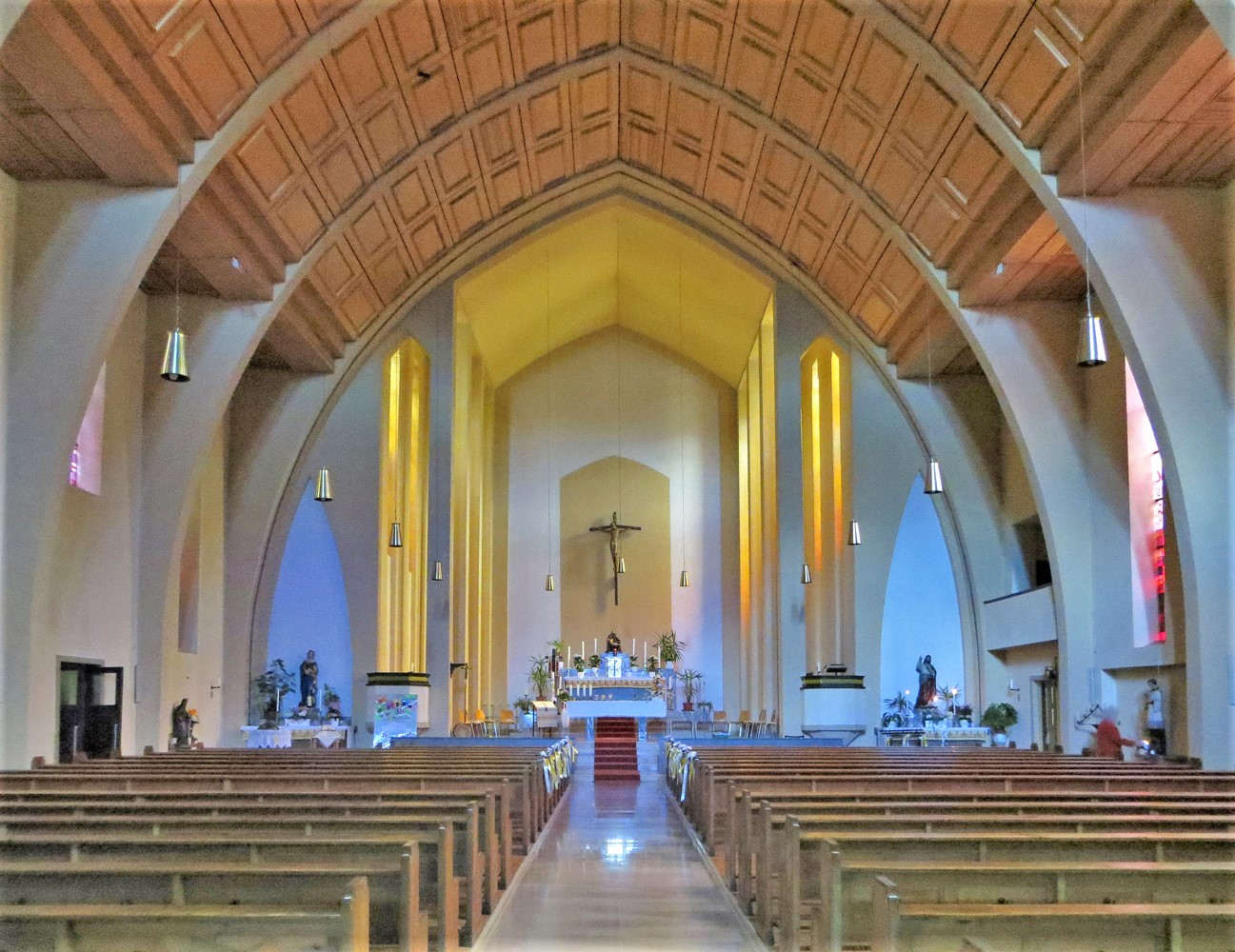
Blick ins Innere der Kirche

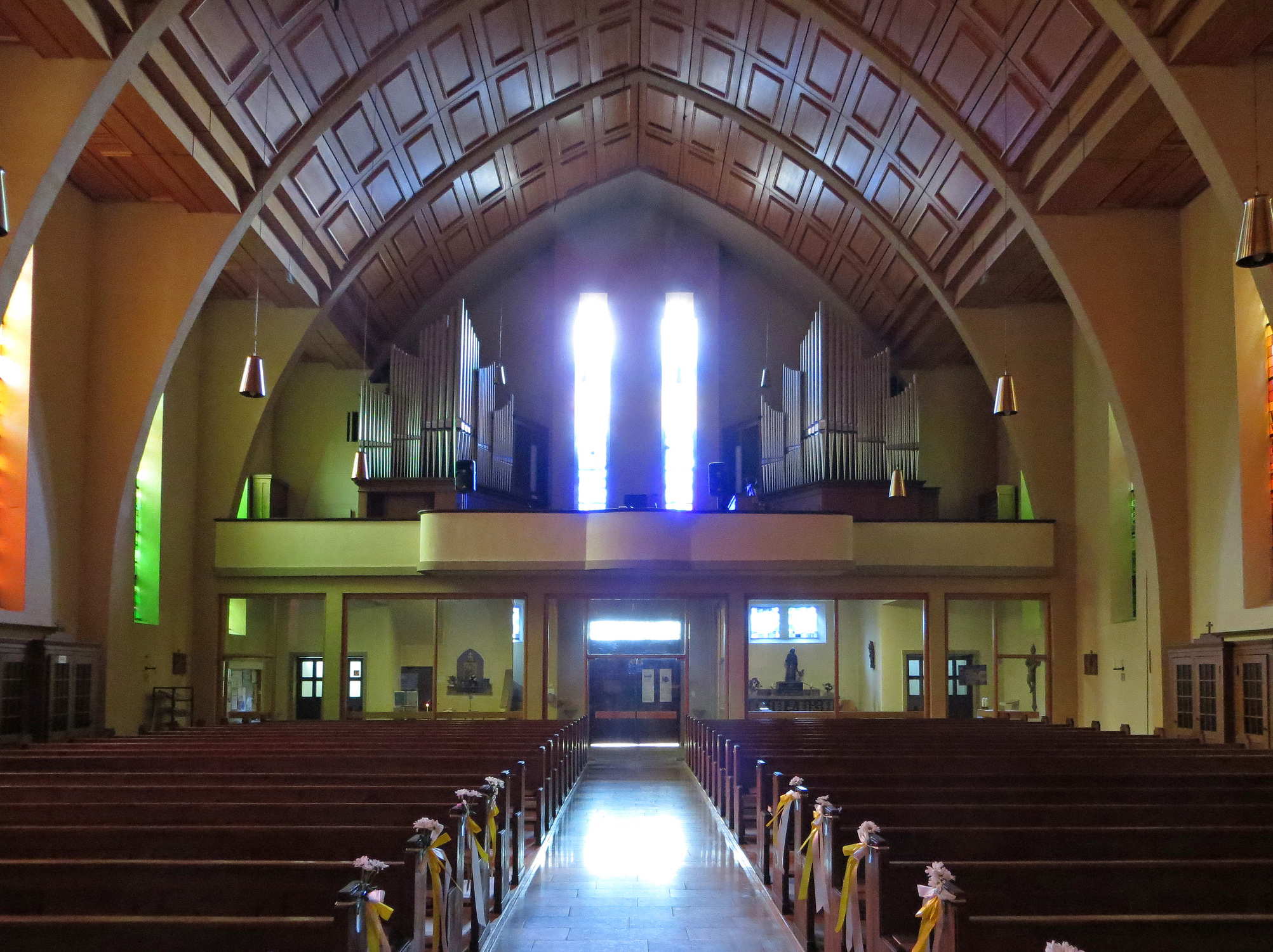
Blick zur Empore mit der Späth-Orgel

Die katholische Pfarrkirche St. Marien, auch Kirche St. Maria bzw. Sieben Schmerzen Mariä befindet sich an der Karlstraße am Westrand von Saarbrücken-Herrensohr.

## Geschichte
Die Geschichte der Gemeinde geht auf das Jahr 1901 zurück, in dem für die 1856 gegründete Kolonie Herrensohr die Notwendigkeit ersichtlich wurde, ihre katholischen Mitbürgern ortsnahen Gottesdienst anzubieten. Bis dahin war der Ort an die Gemeinde St. Marien in Dudweiler angeschlossen. Angeschlossen war die Kolonie Jägersfreude. Im Frühjahr 1901 wurde auf Initiative des bischöflichen Generalvikariats in Trier ein Backsteinbau mit Holzwerk erstellt, der ab Dezember des Jahres zunächst als Notkirche diente. Ab 1908 wurde Herrensohr zur Kapellengemeinde mit eigener Vermögensverwaltung erhoben, nachdem bereits 1906 auch ein Pfarrhaus als Dienstsitz des ortsansässigen Pfarrers gebaut worden war. 1930 kam man auf 4500 Seelen und es zeichnete sich bald ab, dass die anfängliche Notkirche nicht mehr ausreichte. Es wurden Mittel bereitgestellt, und nach fast dreijähriger Bauzeit wurde das neue Gebäude 1938 als Gotteshaus geweiht. Entwurf und Bauausführung stammte von den Mainzer Architekten Ludwig Becker und Anton Falkowski. Bereits im Juli 1944 wurde das Haus nach einem Bombenangriff fast vollständig zerstört und erst 1951 wieder konsekriert, nur verschiedene Renovierungsarbeiten wurden zwischenzeitlich ausgeführt, um die verbliebene Bausubstanz zu erhalten. Zum jetzigen Zeitpunkt zählt die Pfarrgemeinde St. Marien Herrensohr nach eigenen Angaben noch etwa 1500 Katholiken. Als zweites Kirchengebäude existiert ferner die protestantische Kreuzkirche in der Johannesstraße.
Seit 1. Januar 2012 ist durch eine Fusion der fünf Gemeinden St. Barbara, St. Bonifatius und St. Marien in Dudweiler und St. Hubertus in Jägersfreude mit St. Marien in Herrensohr eine Großgemeinde mit etwa 11.000 Gläubigen entstanden.

## Renovierungsarbeiten
In jüngerer Zeit wurden grundsätzliche Renovierungen des Gebäudes durchgeführt. 1981 begann man mit der Restaurierung des Turmzimmers sowie dem Umbau bzw. dem Einbau von Toiletten. 1987 wurde außen und innen  mit einer umfassenden Restaurierung begonnen, die 1989 bis 1991 die Restaurierung von Bergschäden mit einschloss. Gleichzeitig  wurde die Holz-Kassettendecke umgebaut und der Taufstein versetzt. Hinzu kamen 1998 Arbeiten an 14 Bleiglasfenstern, die durch Vandalismus zerstört worden waren. 2005 schließlich wurde die Kapelle zur Werktagskirche hergerichtet.

## Orgel
In der Kirche St. Marien befindet sich eine Orgel der Firma Gebrüder Späth aus Mengen-Ennetach, die im Jahr 1951 mit dem Erneuerungsbau eingebaut wurde. Das zweimanualige Instrument besitzt 20 Register für das Hauptwerk, ein Schwellwerk sowie Pedal, die miteinander gekoppelt werden können. Am frei stehenden Spieltisch befinden sich  einige ungenutzte Registerschalter, die auf eine ehemals geplante zweite Ausbaustufe der Orgel schließen lassen. Der Orgel wird ein guter Zustand bescheinigt, da sie nach 2000 überholt worden war. Die Disposition lautet wie folgt:
| I Hauptwerk C–g3 |               |       |
| 1.               | Gedacktpommer | 16′   |
| 2.               | Prinzipal     | 8′    |
| 3.               | Dolce         | 8′    |
| 4.               | Gedackt       | 8′    |
| 5.               | Oktave        | 4′    |
| 6.               | Flöte         | 4′    |
| 7.               | Quinte        | 2 ⁄3′ |
| 8.               | Oktave        | 2′    |
| 9.               | Mixtur III-IV |       |
| 10.              | Trompete      | 8′    |

| II Schwellwerk C–g3 |                   |    |
| 11.                 | Holzflöte         | 8′ |
| 12.                 | Singend Prinzipal | 4′ |
| 13.                 | Rohrflöte         | 2′ |
| 14.                 | Nachthorn         | 1′ |
| 15.                 | Kleinmixtur III   |    |
| 16.                 | Trompetenregal    | 8′ |
|                     | Tremolo           |    |

| Pedal C–f1 |            |     |
| 17.        | Subbass    | 16′ |
| 18.        | Oktavbass  | 8′  |
| 19.        | Choralbass | 4′  |
| 20.        | Posaune    | 16′ |

- Koppeln: II/I, I/P, II/P